# Astronidium sinuosum
Astronidium sinuosum är en tvåhjärtbladig växtart som beskrevs av J.F. Maxwell. Astronidium sinuosum ingår i släktet Astronidium och familjen Melastomataceae. Inga underarter finns listade i Catalogue of Life.